# 9732 Juchnovski
9732 Juchnovski (1984 SJ7) là một tiểu hành tinh vành đai chính được phát hiện ngày 24 tháng 9 năm 1984 bởi V. Shkodrov và V. Ivanova ở Bulgarian National Observatory.